# Parasphaeria
Parasphaeria – rodzaj karaczanów z rodziny Blaberidae i podrodziny Zetoborinae.

## Morfologia
Cechy auapomorficzne rodzaju:
Na bocznych, falistych częściach przedplecza obecny kontrastujący brak zabarwienia. Genitalia samców ze sklerytem R3v nasadowo rozszerzonym i silnie czterokątnym, a R3d z końcową, grzbietową częścią cienką w porównaniu z dużą brzuszną. Ponadto lewy paraprokt samca ma kształty tępego, zakrzywionego haka.

## Rozprzestrzenienie
Rodzaj neotropikalny, znany z Paragwaju, Chile i Brazylii.

## Taksonomia
Rodzaj opisany został w 1865 roku przez Karla Brunnera von Wattenwyla w Nouveau Système des Blattaires, a jego gatunkiem typowym została Blatta ovata Blanchard. Dawniej klasyfikowany był w podrodzinie Epilamprinae, jednak został przeniesiony do Zetoborinae przez Philippe Grandcolasa, gdzie stanowi rodzaj siostrzany dla rodzaju Schultesia.
Zalicza się tu 3 opisane dotąd gatunki:
- Parasphaeria boleiriana Grandcolas et Pellens, 2002
- Parasphaeria castanea Brunner von Wattenwyl, 1865
- Parasphaeria ovata (Blanchard, 1851)